# 전주 견씨
전주 견씨(全州 甄氏)는 전북특별자치도 전주시를 본관으로 하는 한국의 성씨이다. 시조는 후백제를 세운 견훤(甄萱)이다.

## 역사
전주 견씨(全州 甄氏)의 시조는 후백제를 건국한 견훤(甄萱)이다. 견훤의 선계는 아직 정확히 알려진 것이 없는데, 백제 부여씨(扶餘氏)의 후손으로 백제 의자왕의 9대손이라는 설이 있으며, 『삼국유사』 후백제 견훤조에 인용된 고기(古記)의 기록에 의하면 견훤은 광주(光州) 출신으로 아버지는 자색(紫色) 옷을 입은 남자이고, 어머니는 광주(光州) 북촌(北村)의 부잣집의 딸로 되어 있다. 이비가기(李碑家記)에서는 진흥왕의 후손이라 하였는데 신뢰할 수 없다. 견훤의 아버지 아자개(阿慈介)는 상주 가은현(加恩縣)의 농민 출신으로 뒤에 장군이 되었다.
견훤은 892년에 무진주(武珍州 : 광주(光州))를 점령하고 스스로 왕위에 올랐다. 900년 완산주(完山州)로 도읍을 옮기고, 후백제왕이라 칭했으며, 모든 관서와 관직을 정비하였다. 고려와 힘을 겨루다가 936년(신검 1) 왕건에 의해 멸망당하였다. 
그 뒤 견씨 일족은 고려 왕조의 미움을 사 원래 성의 음인 ‘진’을 ‘견’으로 바꾸면서 숨어 살았다. 견씨가 이렇게 쇠락함으로써 견훤 뒤의 세계는 흩어져 정확한 계통을 밝힐 수가 없게 되었다. 그리하여 세계를 알 수 있는 견윤(甄胤)을 1세조로 삼는다.

## 본관
전주(全州)는 전라북도 중앙에 위치한 지명이다 고대 마한(馬韓)의 원산성(圓山成)에서 유래하며, 백제시대에 완산(完山) 또는 비사벌(比斯伐) · 비자화(比自火) 등으로 불렸다가, 555년(위덕왕 2)에 완산주(完山州)로 하였다. 757년(신라 경덕왕 16)에 완(完)을 의역(意譯)하여 전주(全州)로 고쳤고, 900년(효공왕 4)에 견훤(甄萱)이 무주(武州)로부터 이곳으로 후백제의 도읍을 옮겨 백제 부흥의 노력을 하였다. 
936년(고려 태조 19)에 후백제가 망하자 안남도호부(安南都護府)가 설치되었다가 940년에 다시 전주로 회복되었다. 983년(성종 2)에 12목 가운데의 하나인 전주목이 설치되었으며, 993년에 승화(承化)로 개칭하고 절도안무사(節度安撫使)를 두었다. 995년에는 강남도(江南道) 관하의 전주순의군절도사(全州順義軍節度使)가 되었다가 1018년(현종 9)에 다시 안남대도호부로 승격되고, 1022년에 전주목으로 개칭되어 1곳의 속군과 11곳의 속현을 포함하는 큰 고을이 되었다. 1310년(충선왕 2)에 전주로 강등되고, 1355년(공민왕 4)에는 부곡으로 강등되었다가 이듬해에 완산부(完山府)로 복구되었다. 
1392년(태조 1)에 전주 이씨의 본향지라 하여 완산부유수(完山府留守)로 승격되었으며, 1403년(태종 3)에 전주부(全州府)로 개칭되어 조선시대 동안 유지되었다. 
1896년 전라북도 전주군으로 개편되었고, 1935년 전주면이 전주부로 승격하였으며, 1949년 전주시로 개칭되었다.

## 분파
견씨는 전주(全州), 황간(黃磵), 남양(南陽), 경주(慶州), 청양(靑陽), 남원(南原), 선산(善山)의 7개 본관으로 분적되었다고 전해졌다.
《세종실록지리지》에는 충청도 황간현(黃澗縣)과 전라도 남원도호부(南原都護府)의 토성(土姓)으로 기록되어 있다.

## 인구
2000년 대한민국 통계청이 발표한 결과에 의하면 전주 견씨는 219가구 748명, 황간 견씨는 161명으로 조사되었다.
2015년 대한민국 통계청의 인구주택총조사에서 견(甄)씨는 1,251명으로 조사되었다. 이 중 전주 견씨는 908명, 황간 견씨 151명이다.

## 견관덕
항일무장 독립군 
1927년 처형
국가보훈처 포상
- “전주견씨(全州甄氏)”. 뿌리를 찾아서.[깨진 링크(과거 내용 찾기)]